# Howard W. Koch

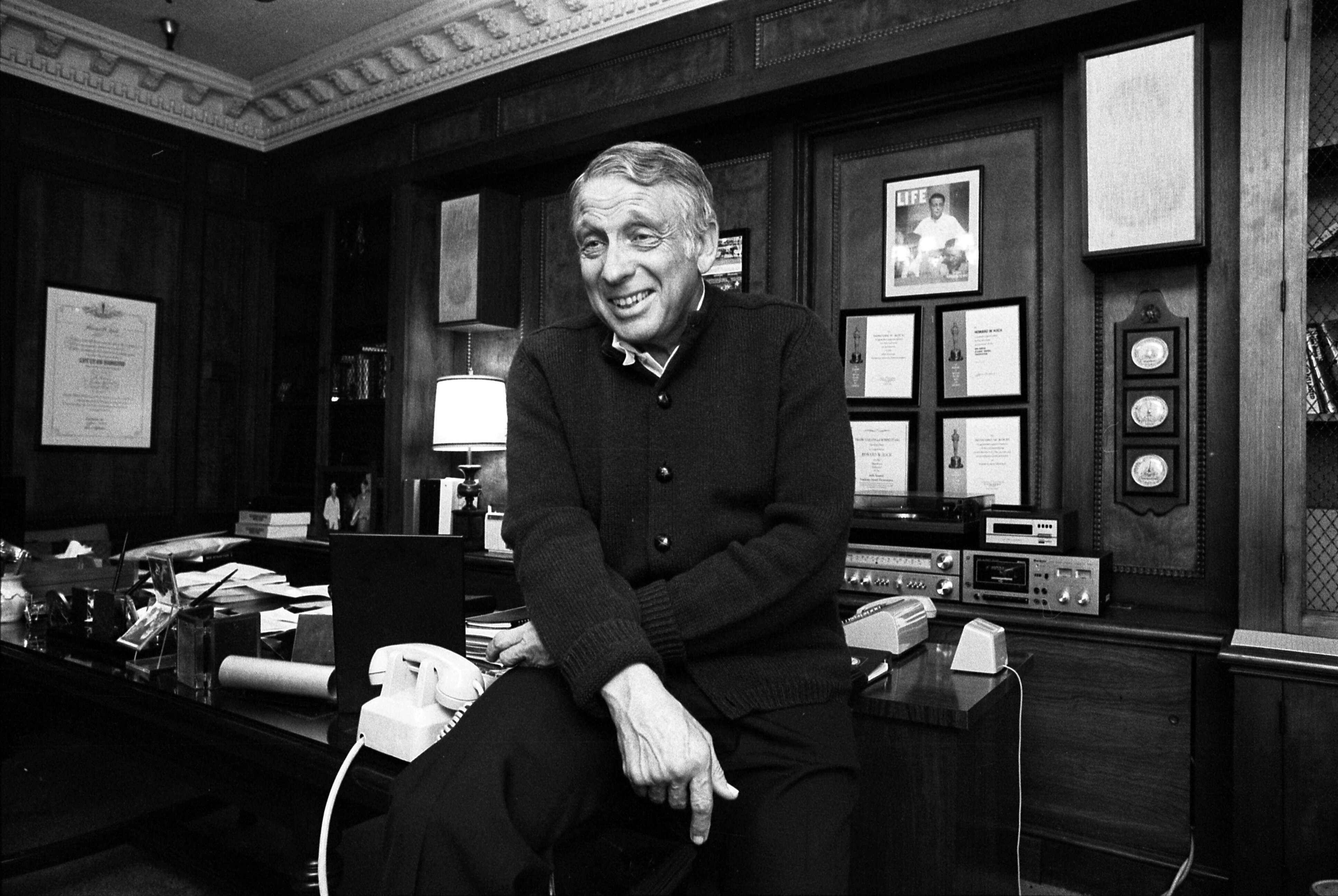
Howard W. Koch (1978)

Howard Winchel Koch (* 11. April 1916 in New York City, New York; † 16. Februar 2001 in Beverly Hills, Kalifornien) war ein US-amerikanischer Filmproduzent und Filmregisseur.

## Leben
Koch begann seine Arbeit in Hollywood im Jahr 1947 als Regieassistent und betreute bis 1953 in dieser Funktion 21 Filme. Da er stets Freier Mitarbeiter war, arbeitete er unter anderem für Studios wie 20th Century Fox und Metro Goldwyn Mayer. Der bekannteste Film in jener frühen Phase war das von Regisseur Joseph L. Mankiewicz im Jahr 1953 produzierte Filmdrama Julius Caesar.
Um 1954 setzte Koch seine Karriere in leitender Position als Produzent und Regisseur fort. Sein Regiedebüt markiert der Kriminalfilm Freibrief für Mord (Shield for Murder) aus dem Jahr 1954, den Koch zusammen mit Edmond O’Brien als Regiekollegen inszenierte. Kochs Arbeit als Regisseur war überwiegend auf kaum bekannte Filmdramen oder um 1960 auch auf Fernsehserien beschränkt. Zu den filmhistorisch relevanteren zählt der Horrorfilm Frankenstein – 1970 von 1958 mit Boris Karloff in der Haupt- und Titelrolle. Anfang der 1960er Jahre stand er auch für die Fernsehserien Johnny Ringo und The Untouchables als Regisseur hinter der Kamera. 1973 nahm er mit der Produktion Badge 373 Abschied als Regisseur.
Im Gegensatz zu seiner Arbeit als Regisseur war der Produzent Howard W. Koch erfolgreicher. 1962 produzierte er den Kriminalfilm Botschafter der Angst, der 2004 unter dem Titel Der Manchurian Kandidat mit Denzel Washington und Meryl Streep neu verfilmt wurde. Für das Original konnte Koch Stars wie Frank Sinatra und Janet Leigh gewinnen. Ein weiterer bekannter Film, den Koch produzierte, war die 1968 produzierte Filmkomödie Ein seltsames Paar mit Jack Lemmon und Walter Matthau in den Hauptrollen. Einem jüngeren Publikum jedoch dürfte sein letzter Film, Ghost – Nachricht von Sam, 1990 produziert, am bekanntesten sein.
Neben seiner Arbeit bei Film und Fernsehen produzierte er auch von 1972 bis 1983 acht der zwölf in diesem Zeitraum stattfindenden Oscarverleihungen. 1977 wurde er zum Präsidenten der Academy of Motion Picture Arts and Sciences, kurz AMPAS genannt, gewählt, und bekleidete dieses Amt bis 1979. Obwohl Koch nie für einen regulären Oscar nominiert wurde, wurde er 1990 mit dem Jean Hersholt Humanitarian Award, einem Ehren-Academy, ausgezeichnet. Zudem erhielt er ein Jahr später, 1991, von der Directors Guild of America (DGA) einen Frank Capra Achievement Award.
Howard W. Koch war von 1937 bis zu seinem Tod mit Ruth Koch verheiratet; die beiden hatten zwei gemeinsame Kinder; Tochter Melinda Frances (* 1939) und Sohn Howard W. Jr. (* 1945). Der Sohn trat als Filmproduzent in die Fußstapfen des Vaters und wurde 2004 zum Präsidenten der Academy of Motion Picture Arts and Sciences gewählt.
Zuletzt litt Koch an der Alzheimer-Krankheit, an der er 2001 im Alter von 84 Jahren starb.

## Filmografie (Auswahl)
Als Produzent
- 1953: Im Tal des Verderbens (War Paint)
- 1954: Brückenkopf X (Beachhead)
- 1954: Die Hand am Abzug (The Yellow Tomahawk)
- 1955: Fort Yuma
- 1955: Wüstensand (Desert Sands)
- 1956: Ganoven, Halunken, flotte Weiber (Three Bad Sisters)
- 1956: Die Rache der Cheyenne (Ghost Town)
- 1956: Gegen das Gesetz (The Broken Star)
- 1956: Die Schreckenskammer des Dr. Thosti (The Black Sleep)
- 1957: Alarm in Fort Bowie (Tomahawk Trail)
- 1957: Rebell der roten Berge (War Drums)
- 1957: Fort Laramie (Revolt at Fort Laramie)
- 1957: Flintenweiber (The Dalton Girls)
- 1961: Die X-15 startklar (X-15)
- 1962: Botschafter der Angst (The Manchurian Candidate)
- 1968: Ein seltsames Paar (The Odd Couple)
- 1970: Einst kommt der Tag… (On a Clear Day You Can See Forever)
- 1971: Hotelgeflüster (Plaza Suite)
- 1972: Der Letzte der feurigen Liebhaber (Last of the Red Hot Lovers)
- 1973: Wie ein Panther in der Nacht (Badge 373)
- 1975: Einmal ist nicht genug (Once Is Not Enough)
- 1978: Der Pirat (The Pirate, Fernsehfilm)
- 1980: Die unglaubliche Reise in einem verrückten Flugzeug (Airplane!)
- 1982: Ein besonderer Held (Some Kind of Hero)
- 1982: Die unglaubliche Reise in einem verrückten Raumschiff (Airplane II: The Sequel)
- 1983: Die unheimliche Macht (The Keep)
- 1990: Ghost – Nachricht von Sam (Ghost)

Als Regisseur
- 1947: Der rote Teufel (The Red Stallion, Regieassistent)
- 1948: Strick am Hals (The Noose Hangs High, Regieassistent)
- 1948: Geld oder Liebe (Let’s Live a Little, Regieassistent)
- 1950: Liebeslied auf Tahiti (Pagan Love Song) (Regieassistent)
- 1950: Mein Leben gehört mir (A Life of Her Own) (Regieassistent)
- 1952: Männer machen Mode (Lovely to Look At) (Regieassistent)
- 1954: Freibrief für Mord (Shield for Murder)
- 1955: Blutgeld (Big House, U.S.A.)
- 1957: Reife Blüten (Untamed Youth)
- 1957: Das Mädchen mit den schwarzen Strümpfen (The Girl in Black Stockings)
- 1957: Hölle des Dschungels (Jungle Heat)
- 1957: Bop Girl Goes Calypso
- 1958: Männer gegen Tod und Teufel (Fort Bowie)
- 1958: Violent Road
- 1958: Die Hexenküche des Dr. Rambow (Frankenstein 1970)
- 1958: Born Reckless
- 1958: Andy Hardy Comes Home
- 1959: Eine Meile Angst (The Last Mile)
- 1973: Wie ein Panther in der Nacht (Badge 373)

## Auszeichnungen (Auswahl)
- 1990: Jean Hersholt Humanitarian Award
- 1991: Frank Capra Achievement Award